# Hinata
Hinata  ist ein Vorname.

## Herkunft und Bedeutung
Hinata ist ein männlicher und weiblicher Name. Er stammt aus Japan.
Er wird gebildet aus dem Kanji 日 向 (hinata), was sonniger Ort bedeutet, 陽 hin (hinata), was Richtung der Sonne bedeutet oder eine nicht standardisierte Lesart von 向日葵 (himawari), was Sonnenblume bedeutet. Andere Kanji-Verbindungen sind ebenfalls möglich. Aufgrund der unregelmäßigen Lesarten wird dieser Name häufig mit dem Hiragana-Schreibsystem geschrieben.

## Bekannte Namensträger

### Weiblich
- Hinata Miyazawa (* 1999), japanische Fußballspielerin

### Männlich
- Hinata Watanabe (* 1986), japanischer Kickboxer

### Nachname
- Minami Hinata, japanische Synchronsprecherin